# Alice Stoffel
Alice Stoffel (* 30. Oktober 1905 in Colmar, Deutsches Reich; † 22. August 1983 in Luxemburg, Luxemburg) war eine französische Schwimmerin.

## Karriere
Stoffel nahm 1924 erstmals an Olympischen Spielen teil. In Paris scheiterte sie in den Wettbewerben über 100 m Rücken und 200 m Brust jeweils im Vorlauf am Finaleinzug. Vier Jahre später folgte ihre zweite olympische Teilnahme. Bei den Spielen in Amsterdam konnte sie im Wettbewerb über 200 m Brust als Vierte ihres Vorlaufs erneut die nächste Runde nicht erreichen. Auf nationaler Ebene wurde sie sechsfache französische Meisterin über 200 m Brust zwischen 1922 und 1928 mit Ausnahme von 1924. 1922 errang sie zusätzlich die Meisterschaft über 100 m Rücken.
Ihre Schwägerin Virginie Rausch nahm 1928 ebenfalls an den Olympischen Spielen teil.